# Gran Jubileu
El Jubileu de l'any 2000 (també anomenat Gran Jubileu) va ser un esdeveniment a l'Església catòlica que va tenir lloc entre la nit de Nadal (24 de desembre) de 1999 i l'Epifania (6 de gener) de 2001. Igual que altres anys jubilars anteriors, va ser una celebració per la misericòrdia de Déu i el perdó dels pecats. La principal innovació d'aquest Jubileu va ser l'addició de molts "jubileus particulars", celebrats simultàniament a Roma, Israel i altres parts del món.

## Preparacions
Els preparatius per al Gran Jubileu va ser tasca del Papa Joan Pau II, que el 10 de novembre de 1994 va publicar la seva carta apostòlica Tertio Millennio Adveniente. S'hi va convidar l'Església a començar un període de tres anys d'intensiva preparació per a la celebració de la fi del segon mil·lenni cristià, on 1997 estaria marcat per l'exploració de la figura de Crist, 1998 per la meditació de la persona de l'Esperit Sant, i 1999 per la meditació en la figura de Déu Pare.
La convocació formal al Jubileu va venir a través de la butlla papal Incarnationis Mysterium del 29 de novembre de 1998. En aquesta es va expressar el desig que posseïa el Papa de celebrar l'Any sant des que va iniciar el seu pontificat el 1978. Va explicar que el Jubileu va haver de proporcionar l'oportunitat d'obrir nous horitzons per mitjà de l'oració i també, com un moment de penediment i perdó. Més enllà d'això, va expressar el sentit ecumènic de l'esdeveniment, més enllà dels mateixos catòlics, per a tots els cristians i el món sencer.
Les esglésies i catedrals de Roma van prendre avantatge de la celebració, sent restaurades diverses d'elles. La façana de la Basílica de Sant Pere es va mantenir en reparacions per diversos mesos, i la Santa Seu va realitzar un pla de construcció d'estacionaments sota el Janícul, pensant en els nombrosos busos que arribarien a les celebracions. Fruit de les construccions es van trobar, en gran quantitat, mosaics de l'època imperial.

## Indulgència jubilar
Amb la butlla Incarnationis Mysterium es va adjuntar un document de la Penitenciaria Apostòlica, en el qual s'indicava les condicions per rebre la indulgència jubilar. En molts aspectes, les normes es van simplificar respectes a anys anteriors: les condicions de confessió, comunió, oració pel Papa i renúncia al pecat es van mantenir, però a diferència d'altres anys sants, va ser necessari només visitant una església un dia.
La indulgència podia ser obtinguda a Roma, visitant una de les quatre basíliques majors (Sant Pere, Sant Joan del Laterà, Sant Pau Extramurs o Sta. Maria la Major), entrant per les Portes Santes; o també anant al Santuari de Nostra Senyora del Diví Amor, la Basílica de Sant Llorenç Extramurs o algunes de les catacumbes cristianes de Roma. A la visita, es havia de participar d'una celebració religiosa o estar mitja hora a l'adoració eucarística.
La indulgència també podia ser obtinguda a Israel, visitant la Basílica del Sant Sepulcre de Jerusalem, la Basílica de la Nativitat a Betlem o l'Església de l'Anunciació a Natzaret.
Així també, el Jubileu es va estendre a totes les diòcesis del món. Visitar qualsevol catedral o santuari designat pel bisbat assegurava prou per guanyar la indulgència. Els monjos i monges de clausura la podien obtenir a les capelles conventuals.
Finalment, la indulgència podia ser obtinguda mitjançant un sacrifici personal o obres de caritat, especialment les esmentades en el document, com ara deixar l'alcohol o el tabac per almenys un dia, o fent una donació per ajudar els pobres.

## Celebracions

### Inauguració
Joan Pau II va donar inici a les celebracions de l'any jubilar obrint la Porta Santa de la Basílica de Sant Pere el 24 de desembre de 1999, poc després de celebrar la Missa de Nativitat. El ritu havia estat simplificat pel Papa, en comparació a jubileus anteriors.
Les Portes de la Archibasílica de Sant Joan del Laterà i la Basílica de Santa Maria la Major van ser obertes l'endemà, l'1 de gener de 2000.

### Celebració ecumènica a Sant Pau Extramurs
La quarta Porta Santa, la de la Basílica de Sant Pau Extramurs, va ser acabada d'obrir el 18 de gener de 2000, inaugurant una Setmana de Pregària per la Unitat dels Cristians. Per a aquesta celebració, el Papa havia planejat un servei ecumènic, convidant als líders de totes les religions cristianes a participar. Vint-i-líders cristians van acceptar la invitació, juntament amb un representant del Consell Mundial d'Esglésies, que representa 337 denominacions. L'obertura de la porta es va dur a terme simultàniament pel Papa, per un representant del Patriarca de Constantinoble i per George Carey, Arquebisbe de Canterbury. La litúrgia va incloure lectures de la Bíblia, del luterà Dietrich Bonhoeffer i el teòleg rus Georgi Florovski.

### Pregària pels pecats de l'Església
Un dels dies claus de la celebració jubilar va ser el "Dia del Perdó", el dia 12 de març, primer Diumenge de Quaresma. Allà, el Papa va demanar perdó pels pecats comesos per membres de l'Església, i en particular, els comès en nom d'aquesta. Per a l'ocasió, es van llegir 7 oracions especials, a càrrec de set membres de la Cúria romana.
1.Bernardin Gantin, degà del Col·legi Cardenalici: confessió general pels pecats dels cristians a través de la història.
2. Joseph Ratzinger, prefecte de la Congregació per a la Doctrina de la Fe: confessió de les faltes d'usos "no evangèlics" al servei de la fe, com per exemple, en la Inquisició.
3. Roger Etchegaray, president del Comitè Central per al Jubileu: exhortació a la confessió dels pecats que van causar la divisió entre els cristians.
4. Edward Cassidy, president del Pontifici Consell per a la Promoció de la Unitat dels Cristians: reconeixement de les faltes comeses contra el poble de l'Aliança (els jueus).
5. Stephen Fumio Hamao, president del Pontifici Consell Pastoral dels Migrants i Itinerants: menció als pecats comesos contra l'amor, la pau, els drets dels pobles, el respecte cultural i religiós.
6. Francis Arinze, president del Pontifici Consell per al Diàleg Interreligiós: confessió dels pecats que han ferit la dignitat de la dona i la unitat de la humanitat.

7. François-Xavier Nguyen van Thuan, president del Pontifici Consell per a la Justícia i la Pau: confessió dels pecats en l'àmbit dels drets fonamentals de la persona humana: abusos contra menors d'edat, marginació dels pobres, supressió dels no- nascuts al ventre matern o el seu ús per a l'experimentació.
Aquest mea culpa de l'Església va ser molt aplaudit, però alguns membres d'aquesta van considerar que havien anat massa lluny, i que la doctrina que indica que l'Església és santa, s'havia danyat. En acabar la pregària de l'Àngelus, el Papa va indicar que tal cerimònia era necessària. ''L'Any Sant és un temps de purificació: l'Església és santa perquè Crist és el seu Cap i Espòs, l'Esperit és l'ànima vivificant, i la Santíssima Verge i els sants són la seva expressió més autèntica. No obstant això, els fills de l'Església saben la realitat del pecat, les ombres es reflecteixen en ella, enfosquint la seva bellesa. A causa d'això, l'Església no cessa de demanar perdó a Déu pels pecats dels seus membres

### Pelegrinatge a Terra Santa
Entre el 21 i el 26 de març, Joan Pau II va viatjar a Terra Santa, passant per Jordània, Israel i les terres en poder de l'Autoritat Nacional Palestina. Pregà al Mur de les lamentacions, on va col·locar una còpia de l'oració pel perdó dels pecats contra els jueus en una esquerda, i va celebrar Missa al Cenacle de Jerusalem, alguna cosa que se li havia negat anteriorment a Pau VI el 1964 a causa al fet que, segons el judaisme, la tomba del rei David es trobaria allà. Després de la visita, el govern israelià va transferir el Cenacle a l'Església catòlica a canvi d'una església espanyola, que era originalment sinagoga.

### Jornada Mundial de la Joventut
La Jornada Mundial de la Joventut d'aquell any va ser molt concorreguda. Celebrada a Roma, aproximadament dos milions de joves es van donar cita a la missa de clausura, del 20 d'agost. El Metro de Roma es va omplir d'individus de diverses nacions del món. L'àrea al voltant del Circ Màxim es va convertir en una gran superfície per a les confessions, i la majoria dels sacerdots de la ciutat van passar llargues hores allà.

## Cloenda
El Gran Jubileu va ser conclòs el 6 de gener de 2001 amb la Missa d'Epifania. La nit prèvia, es tenia pensat que la Basílica de Sant Pere fos tancada per a les 6 de la tarda, però el temple es va mantenir obert fins que l'últim pelegrí passés per la Porta Santa, el que va passar a prop de les 2.20 de la matinada.
Després de tancar solemnement la Porta Santa, el Papa va celebrar la Missa a la Plaça de Sant Pere, amb una congregació de més de 10.000 persones. Per a l'ocasió, el Papa va signar la seva carta apostòlica Novo Millennio Ineunte on expressava les seves prioritats per al nou mil·lenni.